# William Graham Claytor Junior
William Graham Claytor Junior (Roanoke, 14 marzo 1912 – 14 maggio 1994) è stato un politico statunitense.

## Biografia
Fu il quindicesimo segretario della marina statunitense (United States Department of Defense) sotto il presidente degli Stati Uniti d'America Jimmy Carter.
Figlio di Gertrude Harris Boatwright Claytor e W. Graham Claytor (1886 - 1971), studiò all'università della Virginia e alla Harvard Law School. Suo fratello era Robert Buckner Claytor (27 febbraio 1922-9 aprile 1993)